# Georg Kaspar Kirchmaier

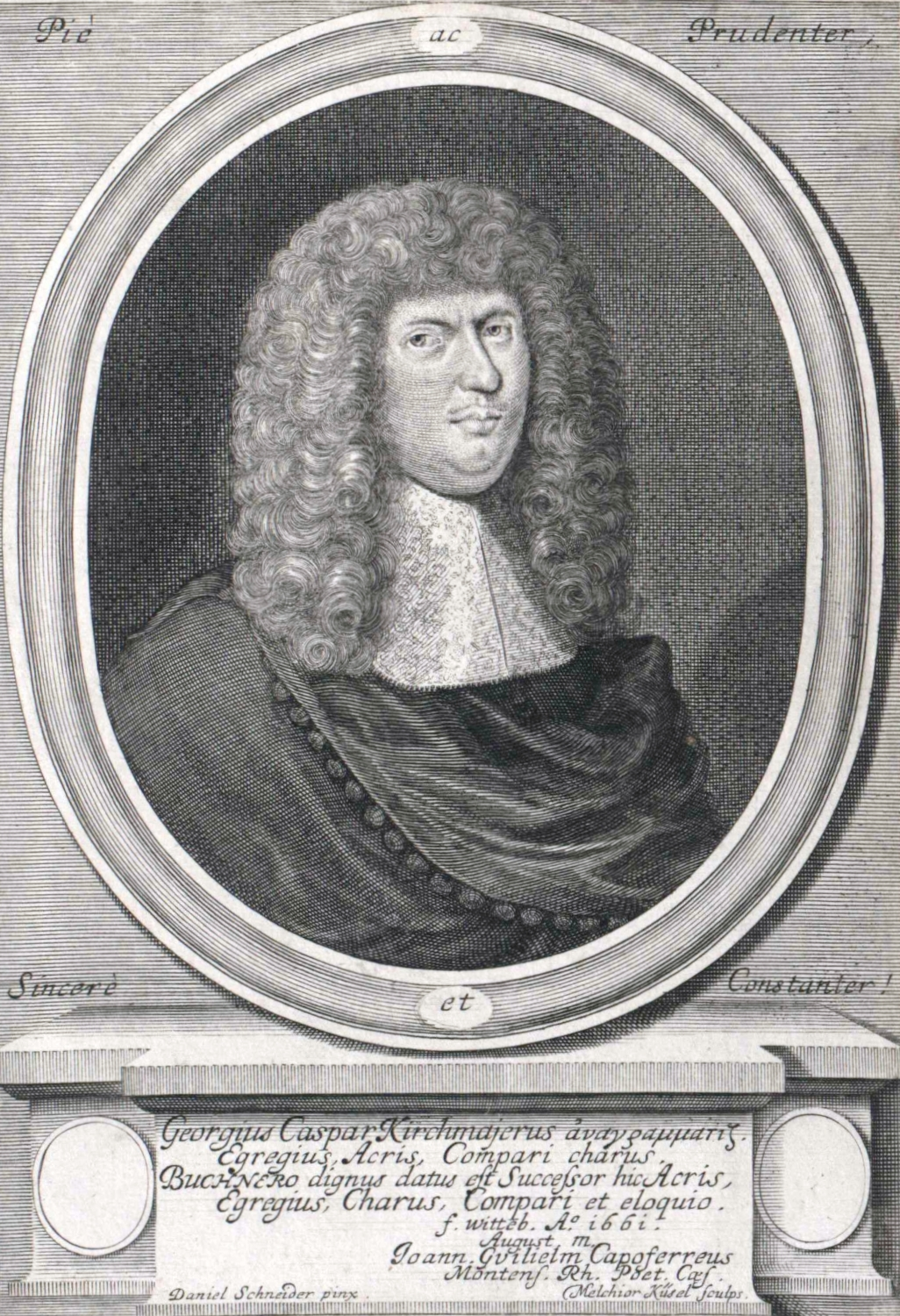
Georg Caspar Kirchmajer, Stich von Melchior Küsel nach Daniel Schneider

Georg Kaspar Kirchmaier (auch Georg Casper Kirchmayer; * 20. Juli 1635 in Uffenheim; † 27. September 1700 in Wittenberg) war ein deutscher Universalgelehrter.

## Leben
Kirchmaier war der Sohn des brandenburgischen Stadt und Amtsvogts Georg Abel Kirchmaier. Nachdem er zunächst von Privatlehrern erzogen wurde, besuchte er ab 1649 die Schule in Ansbach und bezog – durch ein Stipendium gefördert – 14. Juli 1655 die Universität Wittenberg. Dort besuchte er die Vorlesungen von Johann Sperling, August Buchner, Michael Wendler, Christoph Notnagel und Andreas Sennerts. Nach zwei Jahren erwarb er am 15. Oktober 1657 den akademischen Grad eines Magisters. Zudem besuchte er theologische Vorlesungen bei Johannes Scharff, Abraham Calov, Johann Meisner und Andreas Kunad. Auch muss er die Vorlesungen an der juristischen Fakultät bei Caspar Ziegler, Christian Klengel und Wilhelm Leyser I. besucht haben. Zudem beschäftigte sich Kirchmaier mit Chemie, wirkte an der Darstellung des Phosphors mit und wurde am 22. Januar 1677 mit dem Beinamen Phosphorus II. Mitglied der Leopoldina.
Dadurch, dass er gut besuchte Privatvorlesungen in Wittenberg gehalten hatte, fand er als Adjunkt am 5. November 1660 Aufnahme in die philosophische Fakultät und wurde 1661 zum Professor der Rhetorik berufen. So im Ansehen der Universität gestiegen, wurden ihm auch im Sommersemester 1672 und 1692 die organisatorischen Aufgaben des Rektors der Wittenberger Akademie übertragen. Zudem war er mehrfach Dekan der philosophischen Fakultät. Noch größeres Ansehen genoss Kirchmaier vor allem bei seinen auswärtigen Fachkollegen.
Er korrespondierte mit Johann Heinrich Boecler (1611–1672) und Hermann Conring, mit dem französischen Astronomen Ismael Boulliau und dem Sekretär der Londoner Royal Society Heinrich Oldenburg. Zu seinen Freunden zählten der Philologe und Kritiker Johann Georg Graevius aus Naumburg, der niederländische Anatom Frederik Ruysch und der gelehrte Politiker und Diplomat Nicolaas Witsen. Eine Reise, die er nicht lange vor seinem Ende nach Holland unternahm, markiert die Hauptrichtung seiner Auslandskontakte, bei deren Pflege ihm die Kenntnis der französischen, italienischen, holländischen und englischen Sprache zustattenkam.
Die Schriften des Universalgelehrten reichen thematisch von der klassischen Literatur und der Philologie über Physik, Bergbau und Metallurgie zur Tierwelt, Botanik, Mythologie, Geschichte, Rechtswissenschaft, Volkskunde und Theologie. Zwischen 1661 und 1699 verfasste er im Namen der Universität über 600 Programme, die wertvolle Informationen zur Geschichte der Wittenberger Akademie enthalten. Auf dem Gebiet der öffentlichen Lehre sah sich Georg Kaspar Kirchmaier natürlich an sein eigentliches Berufungsgebiet, die Erklärung der klassischen Autoren, gebunden.
Kurfürst Johann Georg II. von Sachsen erteilte ihm indes 1663 die Erlaubnis, in Privatvorlesungen und öffentlichen Disputationen auch den historischen und politischen Hintergrund jener Autoren zu behandeln. Daraus sind seine Kommentare zu römischen Historikern und Rednern erwachsen. Er hielt es für sein Recht, privat auch über Logik, Metaphysik, Pneumatik, Geschichte und anderes mehr zu lesen und zu disputieren. Dabei brachte ihn sein Exercitium Logicum mit dem Logiker Christian Trentzsch in Konflikt.
Er heiratete am 20. November 1661 Elisabeth, die Tochter des Christoph Notnagel. Aus dieser Ehe gingen drei Töchter und sieben Söhne hervor. Der Sohn Georg Wilhelm Kirchmaier erlangte ebenfalls Bedeutung und gab die gesammelten Werke seines Vaters heraus. Zudem sind die Söhne Karl Christian, Georg Kasimir und Heinrich Julius bekannt.
Georg Kaspar Kirchmaier starb 1700 in Wittenberg und wurde in der Wittenberger Schlosskirche beigesetzt.

## Werkauswahl
- Institutiones metallicae oder Unterricht vom edlen Bergbau nebst anderen nützlichen Zugaben. Schrödter, Wittenberg 1687. (Digitalisat)
- Philosophia metallica.
- Commentatio epistolica de Phoshoris et natura lucis nec non de Igne. Wittenberg 1680.
- Institutiones Metallicae, Das ist, Wahr- und klarer Unterricht vom Edlen Bergwerck. Wittenberg 1687 (digital.slub-dresden.de).
- Hoffnung besserer Zeiten, Durch das Edle Bergwerck, Von Grund, und aus der Erden zuerwarten. Wittenberg 1698 (digital.slub-dresden.de – Sowohl Hoffnung besserer Zeiten […] als auch Institutiones metallicae […] beruhen vor allem auf Exzerpten aus Ein nützlich Bergbüchlin des Gelehrten Ulrich Rülein von Calw[3])
- De Admirandis Coeli Terraeq(ue) nuperis Phaenomenis, prodigiosis item aliis, imprimis de Lunari Cruce, Iride, ut & Volante Lampade Nocturna. Wittenbergae 1684 (digital.slub-dresden.de).
- De phosphoris et natura lucis, nec non de igne, commentatio epistolica. Wittebergae 1680 (digital.slub-dresden.de).
- Bellum Praeliumq(ue) de Salinis, Cattos inter & Hermunduros susceptum olim, Ex C. C. Tacit. Annal. lib. XIII. c. 57. Wittebergae 1688 (digital.slub-dresden.de).
- Heliantho Splendidissimo Hli suo, Celsiori Item Celso, Imperial. Academ. Leopoldin. Praesidi Ac Directori, Phosphorus S. Prolixo animo paucissima haec, aliaq(ue) consecrat. Wittebergae 1690 (digital.slub-dresden.de).
- Metallo-metamorphosis. Wittebergae 1693 (digital.slub-dresden.de).
- Ex Physicis Disputationem Publicam, De Fulmine. [Wittebergae] 1659 (digital.slub-dresden.de).